# Обитель зла
«Обитель зла» (англ. Resident Evil) — боевик ужасов, снятый по мотивам одноимённой японской компьютерной игры. Премьера «Обители зла» в США состоялась 12 марта 2002 года, в России — 18 июля того же года. Сюжет построен вокруг Элис — потерявшей память девушки, которая попала в секретную лабораторию корпорации Umbrella под названием «Улей». В лаборатории, после утечки опасного вируса, из-за действий искусственного интеллекта погибают все сотрудники. Исследуя с командой подземные помещения, главная героиня обнаруживает, что все умершие обратились в плотоядных зомби. Слоганы картины: «Секретный эксперимент. Смертельный вирус. Роковая ошибка» (англ. A secret experiment. A deadly virus. A fatal mistake), «Пережить ужас» (англ. Survive the Horror).
Режиссёром, продюсером и сценаристом фильма стал Пол Уильям Скотт Андерсон, сменивший в том первоначального Джорджа Ромеро. Главную роль сыграла Милла Йовович, а одну из ролей первого плана — Мишель Родригес. Над музыкальным сопровождением работали Марко Белтрами и Мэрилин Мэнсон. Съёмки киноленты проходили в Германии и Великобритании и длились одиннадцать недель. На роль зомби были приглашены профессиональные танцоры. В качестве иных существ были задействованы загримированные доберманы и аниматронный монстр Лизун. В фильме присутствуют различные элементы из игр Resident Evil, Resident Evil 2, Resident Evil 3: Nemesis, а также аллюзии на творчество Льюиса Кэролла. Фильм номинировался на две премии «Сатурн». Суммарные мировые кинотеатральные сборы «Обители зла» составили почти 103 миллиона долларов.

## Сюжет
Неизвестный забирает образцы секретного Т-вируса из лаборатории, вместе с чем умышленно разбивает одну колбу со штаммом. Срабатывает система защиты; центральный компьютер во избежание распространения вируса убивает всех работников комплекса. Главная героиня, Элис, приходит в себя в ду́ше огромного особняка, при этом не помня ничего из своего прошлого. Во время осмотра помещений она встречает Мэтта Эдисона, представившегося полицейским, затем в особняк проникает отряд коммандос, в число которых входят Первый, Рэйн Окампо, Чед Капплан, Джей Ди и другие. Командир отряда пытается узнать у Элис информацию о происходящем и, поняв, что она потеряла память, берёт её и полицейского с собой. Спецназ уходит вглубь особняка через стеклянную дверь, замаскированную под зеркало, и двигается к поезду. Рэйн восстанавливает питание вагона-локомотива, после чего все вместе они уезжают в нём. Во время поездки они находят некоего Спенсера, который также потерял память. У Элис начинают появляться воспоминания, связанные со Спенсером, и она приходит к выводу, что они женаты. После того, как группа добралась до подземной лаборатории под названием «Муравейник», их присутствие обнаруживает центральный компьютер «Красная королева».
Первый объясняет Элис, что они добрались в «Муравейник» — секретную лабораторию корпорации Umbrella, расположенную под городом Раккун-сити. В ней велись исследования вирусов. Элис и Спенсер — оперативные работники корпорации, которые жили в особняке, маскирующем запасной вход в лабораторию. Их брак был прикрытием для охраны секретов Муравейника. Некоторое время назад «Красная королева» взбунтовалась и убила весь персонал. Компания выслала спецотряд, чтобы отключить систему. Система безопасности выпустила в особняк нервно-паралитический газ, который и стал причиной амнезии. Ситуация осложняется тем, что отключить систему необходимо в течение определённого времени, по истечении которого единственный выход из «Муравейника» будет запечатан. И если герои замешкаются, то останутся погребёнными заживо. В конце концов прямо у покоев «Красной королевы» погибают командир спецназа и трое солдат, попав в ловушку в коридоре с лазерами. В живых остаются только Элис, Спенсер, компьютерный техник Каплан, Мэтт, Рэйн и Джей Ди. Элис и Каплан, несмотря на все уговоры «Красной королевы», отключают её. В результате запертые прежде в комплексе двери открываются, выпустив на свободу весь персонал, обратившийся под воздействием вируса в зомби. Они нападают на героев, и один из них кусает Рэйн. В результате жестокой схватки погибает Джей Ди, а Элис и Мэтт отделяются от группы.
Элис узнаёт, что Мэтт — разыскиваемый по всей стране человек. Он пытался получить образец экспериментального вирусного оружия под названием Т-вирус с помощью своей сестры Лизы. Этот вирус, который разрабатывался компанией Umbrella с целью восстановления мёртвых клеток, стал причиной возникновения зомби. Элис вспоминает, что Лиза была её партнёром, но не может понять свою роль в прошедших событиях. Выжившие вновь собираются в покоях «Красной королевы», где они возвращают её к жизни и просят совета. «Королева» рассказывает о природе зомби и эффективных способах их убийства.

Логотип корпорации Umbrella, регулярно появляющийся в фильмах франшизы

Когда Элис и команда пробираются по канализационным туннелям, на них нападают зомби. Каплан отстаёт от команды и оказывается окружён мертвецами. Элис вспоминает, что существует антивирус, который может спасти Рэйн, но придя в лабораторию, они не находят его образец. Неожиданно к Элис и Спенсеру возвращается память. Оказывается, что именно Спенсер украл вирус и вызвал катастрофу в лаборатории. Он закрывает всех в лаборатории, а сам убегает. Возле поезда на Спенсера нападает монстр-мутант Лизун. «Красная королева» предлагает Элис и Мэтту помощь, но взамен просит убить инфицированную Рэйн. Положение осложняется тем, что в лабораторию рвётся Лизун, убивший Спенсера и мутировавший под действием новой ДНК. Элис ударяет по монитору, расположенному на стене, «Красная королева» внезапно отключается, дверь открывается и появляется сбежавший от зомби Каплан. Это он только что и отключил систему.
Все герои возвращаются к поезду. Элис добивает топором мутирующего Спенсера, забирает чемодан с вирусом и антивирусом и бросает на пол рядом с трупом бывшего мужа своё обручальное кольцо. Все садятся в поезд и уезжают из комплекса. Элис вводит Рэйн и Каплану антивирус. Неожиданно на поезд нападает Лизун — расправившись с Капланом, он наносит ранение Мэтту. Элис удаётся пригвоздить язык Лизуна к полу. Мэтт собирается открыть люк, чтобы скинуть Лизуна с поезда, но на его пути встаёт Рэйн, которая всё же обратилась в зомби. Мэтту приходится убить её. Её тело падает на кнопку и приводит в действие механизм открытия люка, в результате чего Лизун падает на шпалы и погибает.
Мэтт и Элис поднимаются в особняк, а позади них опускается дверь в лабораторию. Неожиданно Мэтт, раненый Лизуном, начинает мутировать из-за инфицирования при ранении. Элис собирается ввести ему антивирус, но в особняк врываются учёные корпорации Umbrella и разделяют их. Нам слышны руководящие указания начать проект Немезис. Также удаётся расслышать, что «Муравейник» собираются вскрыть ещё раз. Позже Элис приходит в себя в больнице города Раккун-сити. Она выбирается на улицу и видит кругом разруху. Заголовок одной из газет гласит: «Мёртвые идут». Главная героиня подходит к ближайшей полицейской машине, забирает оттуда дробовик и передёргивает затвор, в то время как камера показывает её сперва крупным, а затем удаляющимся планом.

## В ролях
| Актёр           | Роль                  |
| --------------- | --------------------- |
| Милла Йовович   | Элис                  |
| Мишель Родригес | Рэйн Окампо           |
| Эрик Мабиус     | Мэттью Эддисон        |
| Джеймс Пьюрфой  | Спенсер «Спенс» Паркс |
| Колин Сэлмон    | «Первый»              |
| Мартин Крьюис   | Каплан                |
| Хайке Макач     | доктор Лиза Эддисон   |
| Михаэла Дикер   | «Красная королева»    |
| Паскуаль Алерди | Джей Ди               |

| Актёр             | Роль            |
| ----------------- | --------------- |
| Индра Ове         | миссис Блэк     |
| Стивен Биллингтон | мистер Уайт     |
| Анна Болт         | доктор Грин     |
| Фиона Глэскотт    | миссис Голд     |
| Джозеф Мэй        | доктор Блю      |
| Лиз Мэй Брайс     | медик           |
| Джеймс Батлер     | Клэрэнс         |
| Джейсон Айзекс    | голос за кадром |

## Создание

### Пре-продакшн

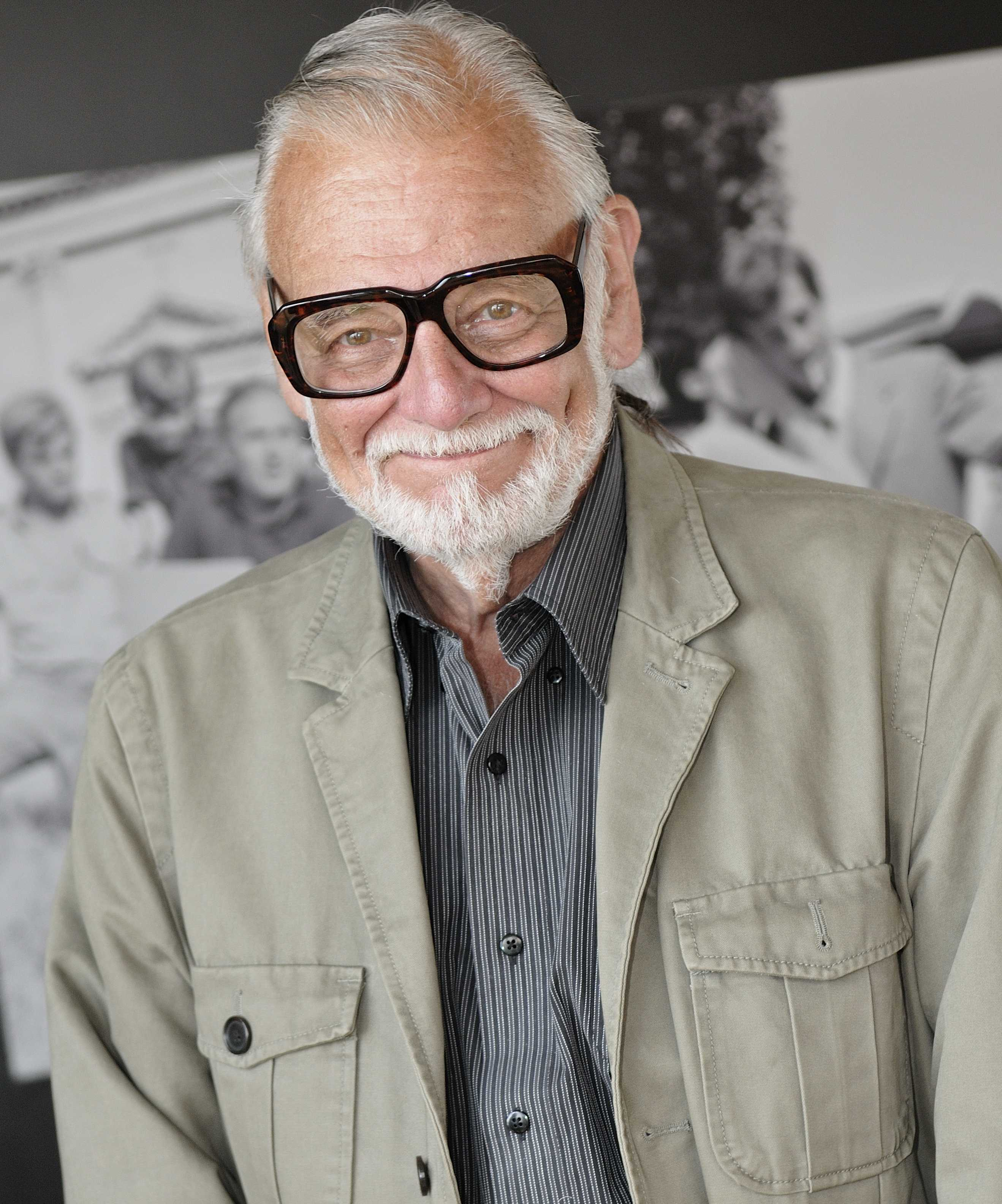
Как выразился продюсер из Capcom на E3 1999, сценарий Джорджа Ромеро (на илл.) был плох, поэтому его уволили

Впервые планы по экранизации компьютерной игры Resident Evil возникли в 1996 году. Продюсер Constantin Film Бернд Айхингер (англ. Bernd Eichinger) говорил, что всегда хотел снять «действительно страшное кино». Своих коллег он неоднократно заставал за игрой ещё в тот период, когда она только появилась на рынке, и уже тогда Айхингер увидел потенциал для переноса проекта на большие экраны. «Она не была чересчур кровавой или насильственной — просто играть в неё было страшно», — вспоминал он. Как только было принято решение получить права на фильм, представители компании обратились к создателям серии, в штаб-квартиру Capcom в Японии. В ходе переговоров Бернд заявлял, что будет серьёзно относиться к изначальной концепции и регулярно консультироваться с разработчиками. Впоследствии продюсер считал, что переговоры прошли удачно главным образом потому, что Constantin Film являлась независимой компанией, в которой не требовалось огромного количества совещаний, а все решения принимались оперативно. Права на экранизацию были получены в 1997 году при условии, что все изменения будут проходить процедуру утверждения руководством компании.
Первые наброски сценария были подготовлены Аланом Б. Макэлройем, режиссёром фильма должен был стать Джордж Слуцер, продюсером — Дэниэл Клецки, а главные роли планировали исполнить Джейсон Патрик, Брюс Кэмпбелл и Саманта Мэтис. Текст был отвергнут, а Слуцер покинул свой пост, после того как понял, что съёмки начнутся в отдалённом будущем. Впоследствии пресса публиковала неподтверждённые слухи о проекте. Во время выхода Resident Evil 2 в коробку с игрой был помещён вкладыш с объявлением о проведении конкурса, победители которого должны были получить небольшую роль в экранизации.
В 1998 году стало известно, что режиссёром и сценаристом проекта стал Джордж Ромеро, создатель цикла известных хоррор-фильмов «Ночь живых мертвецов» и его продолжений. Руководство Capcom было довольно тем обстоятельством, что им удалось привлечь именитого режиссёра. Первоначально Ромеро отказывался от участия в производстве картины, основанной не на оригинальном материале, заявив, что не желает более снимать фильмы о зомби, однако позже передумал. Ранее Ромеро режиссировал рекламный ролик Resident Evil 2, который транслировался на японском телевидении, и уже был несколько знаком с исходным материалом. Его версия сценария была ближе к первоисточнику: в качестве основных персонажей были выбраны Джилл Валентайн и Крис Редфилд, между которыми возникали любовные отношения. В фильме также должны были появиться Барри Бёртон, Ребекка Чемберс, Ада Вонг и Альберт Вескер. По первоначальной задумке Крис должен был быть обычным фермером из окрестностей Раккун-Сити. Впрочем, Ромеро не был поклонником игры и лишь наблюдал за тем, как её проходит его сын, записывая процесс на плёнку. В октябре 1998 года вместе со своим коллегой и другом Питером Грюнвальдом Джордж Ромеро представил продюсерам 87-страничный сценарий.
Режиссёр позиционировал фильм как дорогостоящий проект с рейтингом R, ориентированный на взрослую аудиторию. Он планировал его выпустить минимум в двух вариантах — включая режиссёрскую версию, которую Джордж хотел транслировать в кинотеатрах стран с менее жёсткими ограничениями для просмотра, чем в Америке. В конце 1998 года Ромеро начал вести переговоры с компанией Стэна Уинстона касательно создания спецэффектов к будущему фильму. Лента планировалась к выпуску в период после релиза Resident Evil 3: Nemesis. К разочарованию поклонников классических фильмов ужасов, в 1999 году Джордж был отстранен от производства фильма, так как его сценарий был «коммерчески бесперспективен». Отчасти на это решение повлияло мнение продюсеров, видевших «Обитель зла» исключительно в качестве зрелищного блокбастера. В интервью DGA Magazine Ромеро поделился своими размышлениями: «„Обитель зла“ была проектом немецкой компании. Есть две стороны одной медали, но я не думаю, что он был в духе игры. Продюсеры хотели снять фильм с большим количеством элементов военного кино, гораздо более тяжелым, чем я себе представлял. Я думаю, что им просто не понравился мой сценарий». По информации некоторых источников, Ромеро не смог прочувствовать дух серии и создавал картину, чересчур похожую на свои прежние работы. В последующем появлялись слухи, что в проект могут быть приглашены Джейми Блэнкс («Городские легенды»), Стивен Норрингтон («Блэйд»), а также Роберт Родригес и Квентин Тарантино.
Спустя год Constantin Film стала сотрудничать с Impact Pictures — компанией, основанной Джереми Болтом (англ. Jeremy Bolt) и Полом Андерсоном. В ходе одной из бесед о разработке и финансировании нескольких проектов Болт случайно узнаёт о том, что Constantin Film выкупила права на съёмки «Обители зла» и рекомендует им своего протеже. Андерсон был фанатом франшизы и играл во все части серии. Он предложил написать сценарий и получил одобрение. В 2000 году Андерсон представил 120-страничный сценарий с эпиграфом «If the suspence doesn`t kill you, something else will», который являлся оригинальной историей, взявшей от игры лишь базовые идеи, сочетавшиеся с элементами неизвестности и неожиданности. В дальнейшем Пол также занял пост режиссёра. Среди его работ уже была кинолента, базировавшаяся на игре — «Смертельная битва», созданная на основе файтинга Mortal Kombat. Айхингер отмечал, что Пол знал о подводных камнях проектов подобного типа, и мог воспользоваться всем богатством собственного опыта при работе над картиной.

### Повествование

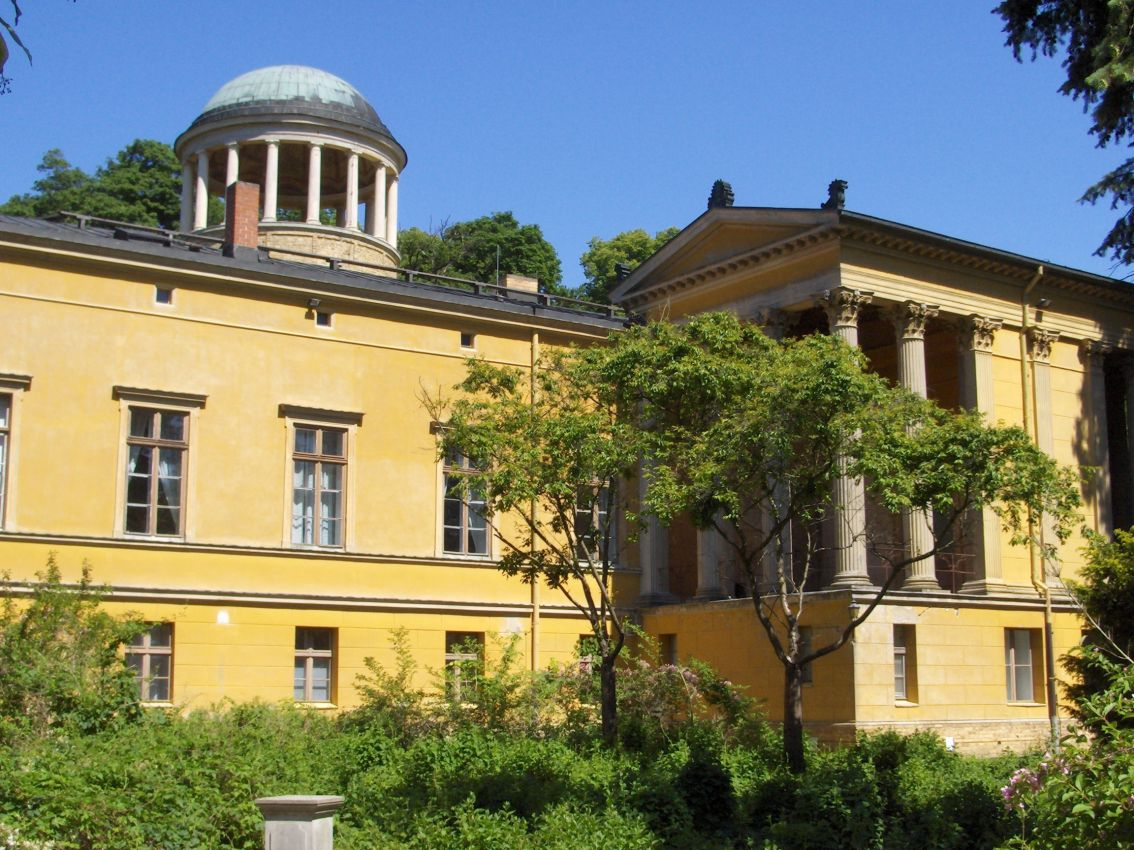
Дворец Линдштедт — одна из локаций фильма

Атмосфера и сюжетное наполнение ранней версии сценария в значительной степени сосредотачивались на зомби. В скрипте присутствовали типичный для Ромеро юмор и отсылки к его собственному творчеству. В частности, историю о падении самолёта с секретным оружием можно рассматривать как параллель с картиной «Сумасшедшие». Один из персонажей произносил следующую фразу: «Боже мой… это как в „Ночи живых мертвецов“!». Устройство, отображающее карту местности, должно было выглядеть как Game Boy. Это создавало особый сатирический эффект, когда Вескер разбивал конструкцию, словно разозлённый игрок. Ромеро активно использовал игровой бестиарий и находил особо изобретательные способы убийства членов команды S.T.A.R.S. Текст лояльно относился к первоисточнику, однако не раскрывал многих персонажей, практически не содержал саспенса и при высокой доле зрелищности отличался не очень проработанными диалогами. Сюжет содержал ряд жанровых клише, действие в нём постепенно становилось предсказуемым, он не держал в напряжении.
После смены сценариста концепция проекта была переработана с учётом уже вышедших частей сериала. Андерсон значительно отошёл от первоисточника — убрал готические декорации, а сюжетные перипетии сконцентрировал на главном персонаже — Элис. Он признавался, что ему пришлось отказаться от игровых персонажей-прототипов, поскольку потенциальный зритель знал, что Джилл не погибнет. Андерсон не стал использовать прямые сюжетные заимствования из повествования Capcom. Пол позиционировал свою работу не как продолжение «Рассвета мертвецов» образца 70-х годов, а как «Матрицу» среди зомби-фильмов. Андерсон называл фильм своеобразным приквелом, использующим киберкультуру франшизы. Он считал эту установку правильным подходом, который помог привлечь к просмотру картины как неподготовленного зрителя, так и фаната, который бы замечал отсылки, понятные только поклоннику серии. Непосредственно из игры были взяты концепция особняка в лесу, корпорация Umbrella, подземная железная дорога, T-вирус и различные существа. Андерсон считал постановку «грязного» кино в жанре «брызг» бессмысленной, поэтому отдал предпочтение сценарию, в котором испуг возникал благодаря игре теней и напряжённости. Таким образом Пол оставался лоялен к игре, но «давал поклоннику нечто большее». Он считал, что в картине было много страсти и энергии, давших толчок для развития франшизы.
Действие начинается с инцидента в секретной лаборатории корпорации. Джилл Валентайн, сотрудница отряда S.T.A.R.S., получает приказ отправиться с командой «Браво» к особняку в Арклайских лесах, чтобы выяснить, что в нём произошло. По прибытии на отряд нападают зомбифицированные собаки и все, кроме Джилл, погибают. Военные эвакуируют Ракун-сити. Крис Рэдфилд, давно подозревающий, что его подруга Джилл обманывает его насчет своей настоящей работы, отправляется за ней в особняк. Через некоторое время на помощь прибывает команда «Альфа» во главе с Альбертом Вескером. Основная цель прибывших — спасти доктора Джона Маркуса, который руководил исследованиями и разработал Т-вирус. Команда находит доктора, обращённого в зомби. Солдаты начинают требовать возвращения на поверхность, но Вескер настаивает на продолжении спуска вниз с целью поиска лекарства от вируса. В итоге выясняется, что никакого антивируса не существует и Вескер действовал исключительно в своих собственных интересах. Валентайн запускает систему самоуничтожения и выжившие поднимаются на поверхность, отбиваясь от всего бестиария, включая Тирана. В завершении Джилл, Крис и Ребекка с Адой Вонг улетают на вертолете, взрыв уничтожает лабораторию, но вирус продолжает распространяться.
«Обитель зла» содержит множество отсылок к работе английского математика Льюиса Кэролла — «Алиса в Зазеркалье». Аллюзии нашли своё отражение в имени главной героини Элис, дословно — Алиса; Красной Королеве, требующей отрубить голову; испытании вируса на белом кролике; попадании в секретную лабораторию через зеркало; логической интегральной схеме в компьютере Королевы, отображающей шахматную доску; напольных часах с маятником, на циферблате которых нарисована фигурка Алисы. Собственно сама книга заметна в одной из сцен фильма. Андерсон заявлял, что обе сказки об Алисе относятся к числу его любимых произведений. Сходство между повествованием Кэролловского нонсенса и структурой игры, в рамках которых происходит путешествие героинь по странному подземелью, режиссёр находил интересным. Пол отмечал и обратные параллели. В частности, в Resident Evil Code: Veronica присутствовал монстр по имени Брандашмыг (англ. Bandersnatch), упоминаемый в стихотворении о Бармаглоте (англ. Jabberwocky). Киновед Стефан Хантке счёл, что аллюзии были выполнены скорее в стиле адаптации Яна Шванкмайера, чем Уолта Диснея. В проекте сценария от 29 сентября 2000 года в локации «Зазеркальный дом» (англ. Looking Class House) должны были встречаться мраморные скульптуры Безумного шляпника и Белого кролика. Путешествие Элис по Муравейнику являло собой не что иное, как падение Алисы в кроличью нору. В итоговом варианте рукописи все намёки на сказку были смягчены и стали носить более абстрактный характер.
В ранней версии сценария Андерсона, которая носила название «Нежить» (англ. Undead), присутствовали сцены с поездками на машинах по наводненным зомби подземельям, однако от них пришлось отказаться в силу бюджетных ограничений. Отличалась и концовка — в ранней версии инфекция распространилась по всему миру. Элис и Мэтт спаслись из Раккун-сити и на бронированном фургоне въезжали в Манхэттен, после чего на экране должна была появиться надпись о том, что главные герои вернутся в фильме «Обитель зла: Апокалипсис». В ходе съёмок из повествования исчезло и большое количество чёрного юмора. Так, в одной из сцен Элис, Мэтт и заражённый спецназовец должны были встретить сотрудника корпорации Umbrella в костюме биозащиты. Он должен был снять скафандр и сделать искусственное дыхание рот в рот умирающему бойцу, что приводило к соответствующим последствиям. Эти эпизоды привносили в проект элементы комедии, дабы усилить воздействие на зрителя. Режиссёром была снята ещё одна версия окончания фильма, вошедшая в качестве дополнения к некоторым изданиям картины. В ней, спустя полгода после инцидента в Раккун-сити, Элис направляется в штаб-квартиру корпорации Umbrella, чтобы найти Мэтта. На входе в здание её опознаёт охранная система и начинается перестрелка. Элис убивает всех солдат и проходит охранный коридор. В итоге Андерсон решил пойти на определённый риск и выбрал более открытый и депрессивный финал в стиле картин 1970-х.

### Производство
Подготовка к съемкам началась в 2000 году и продлилась почти полтора года. Рабочее название фильма — Resident Evil: Ground Zero (англ. Эпицентр, либо Нулевой уровень), к выходу картины в кинотеатрах название было изменено из-за событий 9/11. С целью поиска нужной натуры специалистами компании были изучены множество мест Европы — от Латвии до Украины, в том числе старая ядерная станция в Бонне и подземные бункеры в Великобритании, построенные в период Второй мировой войны. Некоторые подготовительные работы проходили в Shepperton Studios в Лондоне. Съёмки, начавшиеся 5 марта 2001 года и закончившиеся спустя одиннадцать недель, к концу мая, проводились на территории Великобритании и Германии — в Дворце Линдштедт (Потсдам), послужившим в качестве особняка Спенсера, в Берлинском метро на строящийся станции Bundestag, выполнявшей функцию входа в Муравейник, в казармах Крапнитца и Studios Berlin (Адлерсхоф). Эпизоды из Раккун-сити снимались в Торонто. Проект финансировался за счёт европейских продюсеров. Финансовое положение компании Constantin Films было удручающим, и новый проект Андерсона оказался хорошим шансом поправить положение. В «Обитель зла» также вкладывала свои средства компания Intermedia. Бюджет картины составил 33 миллиона долларов.
Декорации «Обители зла» были выполнены в привычном для серии технократическом стиле. Картина снята в голубовато-зелёных оттенках, соответствующих стилистике и эстетике игры. Режиссёр настаивал на том, чтобы коридоры казались узкими, комнаты — маленькими и наполненными различными предметами, мешающими передвижению. В разработке внешнего вида картины участвовал Дэвид Джонсон (англ. David Johnson), ранее выступавший в качестве оператора в проектах «Идеальный муж» и «Хилари и Джеки». Джонсон пытался придать освещению «сливочные» оттенки. Во внешнем виде декораций он хотел передать пугающее чувство одиночества и абсолютной изоляции. Дэвид работал вместе с художником-постановщиком Ричардом Брайдглэндом (англ. Richard Bridgland), также занимавшимся освещением ещё со времён работы с Ридли Скоттом. Сцена с лазерами была вдохновлена одним из эпизодов триллера «Куб» Винченцо Натали, в ходе которого металлической сеткой разрезало Алдерсона. Впоследствии лазерные ловушки использовались в Resident Evil 4. Джонсон особенно гордился декорацией для этой сцены — блестящее зеркальное помещение, в котором свет контрастируют с лазерным лучом является данью уважения «Космической одиссеи 2001 года». Создатели также признавались, что на киноверсию «Обители зла» повлияли такие фильмы, как «Синий бархат» и «Гойя в Бордо».

### Персонажи и актёры
| |  |  |  |  |  |
| Актёрский состав «Обители зла»: Милла Йовович, Джеймс Пьюрфой, Мишель Родригес, Колин Сэлмон, Хайке Макач, Эрик Мабиус |  |  |  |  |  |

Милла Йовович согласилась участвовать в съёмках, поскольку она любила наблюдать, как играет в компьютерные игры её младший брат. Нередко Милла собственноручно посвящала прохождению Resident Evil по 4—5 часов в день. Андерсону она открыто заявляла: «Я единственная актриса во всем Голливуде, кто может сняться в этом фильме», после чего и получила роль, несмотря на двухстраничный список потенциальных кандидатов. Элис показалась Йовович жёстким, сексуальным и интересным персонажем. Постепенно восстанавливая память, она овладевает способностями, о которых ранее и не подозревала. Имя главной героини ни разу не упоминалось вплоть до финальных титров. Режиссёр избрал в качестве главного героя фильма девушку, поскольку считал, что игроки при возможности выбора протагониста в 95 % случаев отдают предпочтение женскому персонажу. Табу на женщин в качестве центральных персонажей боевиков он считал бредом. Прототипом Элис была героиня одноимённой игры Джилл Валентайн, а Мэтта Эддисона — Крис Редфилд. Первоначально на роль Мэтта был приглашён Дэвид Борианаз, но он отказался от съёмок из-за работы в спин-оффе телесериала «Баффи — истребительница вампиров». На роль Ребекки Чемберс планировали взять Сару Мишель Геллар. Имя персонажа Спенсера Паркса является прямой отсылкой к названию лаборатории из игры — Spencer Mansion. Роль Красной Королевы исполнила восьмилетняя Михаэла Дикер, чью модель оцифровали, а впоследствии анимировали в трёхмерной графике и стилизовали под голограмму.
Милла Йовович о своём участии в «Обители зла» в интервью говорила следующее: «Скажем так, я не ношу розовые очки… Я вижу себя как Сигурни Уивер этого поколения. И мне это нравится». Большинство трюков Милла исполнила самостоятельно, за исключением прыжка с труб. Её агент посчитал, что Йовович может запутаться и повиснуть на проводах. Актриса и некоторые её коллеги прошли недельную подготовку у сотрудника тактического подразделения SEAL Джеймса Батлера, в ходе которой они научились обращаться с огнестрельным оружием, забираться на крутые поверхности, освоили тхэквондо и получили иные боевые навыки. Родригес обучили, как сворачивать шею противнику. За время съёмок Йовович по неосторожности набила синяки трём членам съёмочной команды, включая Пола Андерсона и одного из продюсеров. Милла констатировала, что порой не может полностью контролировать свои удары, что становится проблемой для окружающих, находящихся поблизости.
Продолжительное время команда думала над тем, как логично объяснить мини-юбку главной героини. В конце концов юбку заменили на вечернее платье, а сценарий предполагал, что Элис собирается на ужин, прежде чем теряет сознание. Милла считала мокрое платье одной из самых обворожительных черт своей героини: «… я никогда не носила влажное мини-платье до этих съёмок, мне пришлось сражаться и убегать от разных существ и при этом хорошо выглядеть». Ей вторил Андерсон: «Редчайший случай. Хорошая актриса, которая в кадре может надрать задницу кому угодно — и при этом выглядеть просто великолепно». Она была единственной, кто не носил дополнительной защиты во время боевых сцен. На всех остальных актёрах были надеты наколенники, налокотники, а также гидрокостюмы в соответствующих «водных» эпизодах. Платье для Миллы было пошито под вдохновением от костюмов Жана-Поля Готье. Для каждого из главных персонажей было создано по пять различных вариантов его одежды, которые менялись от сцены к сцене.
Для Мишель Родригес съёмки в «Обители зла» стали первым европейским проектом. Мишель была первой и последней актрисой, которую прослушивали на роль Рэйн. Милла признавалась, что с Мишель они работали весело — мужественная Родригес не пользовалась помадой, и с криками: «Уберите от меня этого человека!», пыталась скрыться от поцелуев Миллы. На съёмках Йовович хотела нанести на Мишель косметику или обуть её в туфли на высоком каблуке, последняя в свою очередь могла после 15 с половиной часов работы в затопленной лаборатории брызгать в лицо Миллы из шприца водой. После этого они толкали друг друга в воду до тех пор, пока не вернулся разозленный режиссёр. Эрик Мабиус говорил, что получил огромное удовольствие от работы в Берлине над фильмом со столь интернациональным составом съёмочной труппы. Из всех фильмов франшизы наиболее любимой у Андерсона была первая часть, поскольку именно тогда он познакомился с Йовович, своей будущей женой. Родригес впоследствии вспоминала: «Ураган по имени Милла безжалостно налетал на спокойного ребёнка, каким был Пол».

### Нежить и мутанты

Своеобразной отсылкой к творчеству Ромеро стало то обстоятельство, что слово «зомби» ни разу не прозвучало за весь фильм. Ранее подобный приём использовался в киноленте «Ночь живых мертвецов»

Андерсон изначально считал, что работы над нежитью будут проблемными. Количество экранного времени, демонстрирующего живых мертвецов, было намеренно сокращено, чтобы имеющиеся кадры оставляли более глубокое впечатление. «Вы не можете сделать сегодня то, что делали режиссёры двадцать лет назад» — сообщал Пол. Вездесущие зомби, капающая и запекшаяся кровь были своего рода modus operandi того времени. Фильммейкеры считали, что для того, чтобы вызывать страх, концептуально нежить в «Обители зла» должна быть различной. С этой целью Андерсон обратился к компании Animated Extras International Ltd., награждённой премией Оскар за фильм «Тень вампира», специалисты которой создавали уникальный грим для каждого зомби.
Паулин Фаулер (англ. Pauline Fowler) отмечала, что реализм был ключом к визуальному виду людей, подвергшихся воздействию T-вируса. Вирус попадал в организм воздушно-капельным путём, что отражалось на глазах, носе, рте. Гримеры обратились к медицинской литературе, для того чтобы придумать что-то менее традиционное, чем гниющая плоть. Фаулер сообщала, что вирус мог влиять на человека с разной скоростью воздействия, что внесло разнообразие во внешний вид больных, несмотря на поражения в примерно одинаковых зонах. «Было бы кошмаром для моей команды из шести человек справиться с основным зомби-составом в пятьдесят актёров, если бы вирус изменял тела всех носителей». Особые контактные линзы придавали взгляду актёров безумие и пустоту.
На роль зомби были наняты профессиональные танцоры. Андерсон пытался объяснить им, как должны двигаться ожившие мертвецы, чтобы итоговый результат не казался смешным. С целью придания движениям актёров пластичности был нанят хореограф Уорнер Ван Эйден, которой, в свою очередь, инструктировал съёмочную группу. Также режиссёр разрешал актёрам самостоятельно выбирать жестикуляцию и походку, чтобы в результате каждый зомби стал уникальным. Так как у Андерсона были проблемы с наймом массовки, в роли ходячих трупов в киноленту попали постановщик трюков, продюсер Джереми Болт, сыгравший за весь фильм трёх зомби и разрешивший побрить себя налысо для одной из сцен, а также его сестра и девушка. Анне Болт пришлось научиться оставаться под водой без кислорода на протяжении трёх минут. Друг Болта, Джейсон Айзекс, специально взял отгул на работе над фильмом Джеки Чана, чтобы появиться в картине в качестве камео. В сцене, где у зомби свёрнута лодыжка, не использовались спецэффекты, потому что у актёра действительно была травма ноги.
В «Обители зла» встречаются и доберманы-зомби. На собак был наложен специальный грим, в котором они казались освежёванными заживо. Съёмочная команда считала, что применение аниматроники в данном случае неприемлемо. Так как напрямую приклеить что-либо на шерсть животных проблематично, первоначально специалисты Animated Extras окрасили в тёмные оттенки эластичную ткань, которую натянули на тело животного. На неё были нанесены выпирающая грудная клетка, жировая ткань, мышцы и кровавые потёки. Компьютерная графика применялась только в области вокруг глаз. Собаки реагировали больше не на Миллу Йовович, а на теннисные мячи и плюшевого мишку, пристегнутого к её ягодицам. Впрочем, актриса отмечала, что некоторые из доберманов были действительно злыми, что придавало дополнительной мотивации в сценах бегства. В фильме использовались не специально обученные животные, а обычные сторожевые псы. Финансирование на более безопасные съёмки, в которых бы доберманы и Милла снимались в разных дублях, отсутствовало. В эпизоде, в котором Элис ударом ноги убивала зомбированную собаку, был использован манекен. Сцены с собаками происходили на позднем этапе съёмок, чтобы актриса могла к ним как следует подготовиться. На протяжении съёмок животные пытались слизать с себя бутафорскую кровь.
В качестве одного из монстров выступал Лизун — гротескное существо с длинным эластичным языком. В игровой серии он впервые появлялся во второй части, где, ползая по потолку, мог внезапно разворачиваться и смотреть на игрока враждебным взглядом. Андерсон заявлял, что если бы он смог повторить тот же образ на экране, то тем самым воздал бы должное игре. В его производстве были использованы аниматронные спецэффекты и компьютерная графика. Сцены с Лизуном были сняты
в метро, расположенном рядом с Рейхстагом. Создатели построили несколько моделей монстра, 8 футов в длину и 4 в высоту. Первоначально была создана заготовка в форме безглазого лица с движущимися челюстями и огромными лапами-когтями, в которую помещался кукольник, управляющий костюмом. Текстуры тела монстра напоминали сырое мясо, запёкшуюся кровь и жилистую мускулатуру. Чтобы облегчить работу актёров, был создан язык из латекса, который во время обработки видео заменялся на увеличенную компьютерную модель. На создание существа было потрачено 30 литров хирургического желе. Монстры, встречающиеся в фильме, по признанию режиссёра, были самыми любимыми у фанатского сообщества, что и повлекло их включение в картину.

## Маркетинг и релиз

### Продвижение
В декабре 2001 года лейбл Sony, компания Screen Gems, объявила конкурс на разработку лучшего плаката для картины. Вплоть до 31 числа каждый из участников мог отправить до трёх работ, созданных с использованием электронных материалов, размещённых на официальном веб-сайте фильма. Планировалось, что в январе 2002 будут отобраны пять полуфиналистов, а победитель будет определяться путём голосования посетителей сайта. Директор по маркетингу Валери ван Гальдер (нем. Valerie Van Galder) сочла, что такой фильм, как «Обитель зла», нуждается в поддержке своих поклонников, что и натолкнуло её на идею организовать конкурс. Гальдер провела исследования с целью обнаружения фокус-группы — потенциального зрителя. «Интернет-аудитория являлась ключевым рынком, желающим посмотреть фильм» — считала она.
Участникам предоставили около ста кадров из фильма и снабдили ссылками на графическое программное обеспечение. Screen Gems получила более трёх тысяч ответов на свою акцию. Победу одержал Ник Дес Бэррес (англ. Nick Des Barres), 23-летний актёр и бывший дизайнер журнала, посвященного компьютерным играм, за работу которого было отдано десять тысяч голосов. Его версия постера исполнена в красно-белых тонах, в форме треснувшего креста на фоне двух героинь фильма — Рэйн и Элис. Бэррес получил 2,500 долларов, распечатанный постер и бесплатные билеты в кино для себя и друзей. По мнению Патрика Голдстейна, обозревателя «Chicago Tribune», сам факт подобной акции бросает вызов одной из заповедей Голливуда — необходимости контроля любого аспекта рекламной кампании. Голдстейн считал, что постер фильма передавал чёткое сообщение: кино намерено напугать.
Права на распространение фильма были приобретены телевизионной компанией Columbia TriStar Motion Picture Group в 2001 году. По всему миру насчитывается свыше трёх десятков официальных дистрибьюторов. В России фильм выпускался такими компаниями, как Парадиз Видео, CP Дистрибуция, Top Industry и Пирамида. Новеллизацию, являющуюся книжным воплощением фильма, написал американский писатель Кейт Декандидо, известный благодаря литературным адаптациям вселенных «Звёздный путь», World of Warcraft, Marvel Comics, «Доктор Кто», «Зена — королева воинов» и других. Книга размером в 288 страниц, носившая название «Генезис» (англ. Genesis), появилась в 2004 году.

### Выход
Выход киноленты планировался на Хеллоуин 2001 года, однако премьера состоялась только 12 марта 2002 года в Лос-Анджелесе, Калифорния. Широкий показ фильма в кинотеатрах США стартовал 15 марта, в России — 18 июля. По всему миру доход «Обители зла» составил $ 102 984 862, из которых 39 % пришлось на США ($ 40 119 709), и 61 % — на зарубежные страны ($ 62 865 153). Впрочем, кассовые сборы оказались ниже планируемых. Лента прокатывалась в 2528 кинотеатрах. Американский прокат был окончен к 9 мая 2002 года. За первый уикэнд фильм заработал $ 17 707 106, заняв второе место после «Ледникового периода», которого Андерсон называл «сильным соперником». По его мнению, если бы фильм вышел в другое время, он вполне мог бы занять первое место. Ко второй неделе Resident Evil разместился на пятом месте, также уступив комедийному боевику «Шоу начинается», «Инопланетянину» и сиквелу «Блэйд 2», добавив в кассу картины $ 6 705 076. К третьей неделе фильм упал до 11 места, а к последней — на 47.
Среди западных стран наиболее успешно лента прошла в Японии, где серия игр Resident Evil пользуется особой популярностью ($ 17 477 878), а также Франции ($ 5 530 855), Германии ($ 5 015 157), Испании ($ 4 582 633), Италии ($ 4 541 400), Южной Корее ($ 4 087 055) и Великобритании ($ 4 096 015). Хуже всего фильм прошёл в Египте, добавив в кассу всего лишь $ 33 127. В прокатном рейтинге киноадаптаций компьютерных игр, составленном веб-ресурсом Box Office Mojo, кинокартина заняла 13 место, будучи выше на одну позицию «Хитмэна», но ниже «Макса Пэйна». Аналогичный показатель среди зомби-фильмов — 14 место, научно-фантастических хорроров — 17, среди других фильмов франшизы — 5. По состоянию на 2007 год сумма проката картины на VHS составила $ 5 000 860. «Обитель зла» продержалась в десятке лидеров две недели.
На видеокассетах в формате VHS релиз кинофильма состоялся 17 декабря 2002 года. На DVD носителе лента выпускалась в нескольких вариациях: Deluxe Edition (7 сентября 2004 года), Superbit Collection (17 декабря 2002), Special Edition (30 июля 2002 года). Последнее, к примеру, содержало документальные фильмы о съёмках, записи музыкального сопровождения, видео о создании декораций, грима для зомби и клип «My Plague» группы Slipknot. В формате DVD-UMD «Обитель зла» появилась 28 марта 2006 года, на Blu-Ray в качестве 1080p, как обычная версия, так и с бонусами, включая альтернативную концовку, комментарии съёмочной группы и режиссёра касательно фильма в общем и визуальных эффектов в частности, — 1 января 2008. По ходу выпуска новых частей серии «Обитель зла» неоднократно переиздавалась — 4 сентября 2007 года совместно с «Апокалипсисом», 9 декабря 2008 — с «Вымиранием» (в высоком качестве совместно с 12 короткометражными видео, включая материалы по съёмкам сцен в лифте, в лазерной комнате, зомби и зомби-псам, поезду, костюмам и набору пасхальных яиц — 1 января 2008), с «Жизнью после смерти» — 4 сентября 2012 года, «Возмездием» — 21 декабря 2012. На UMD фильм выпускался совестно с «Сайлент Хиллом» и «Хитмэном».

## Саундтрек

### Производство и выпуск
Над музыкальным сопровождением к картине работали два композитора — Марко Белтрами и Мэрилин Мэнсон. Благодаря им фильм приобрёл индустриальное и электронное звучание. Саундтрек к киноленте, насчитывающий в общей сложности двадцать треков и написанный преимущественно в различных жанрах «тяжёлой» музыки, — хэви-, альтернативного, индастриал- и готик-метала, — был выпущен 12 марта 2002 года. Также существует версия в восемнадцать композиций, выпущенная лейблом Roadrunner Records. На официальном сайте Белтрами в свободном доступе находятся десять треков, не попавших в сборник. Специально для альбома была записана новая версия песни Slipknot «My Plague», а также треки «Something» и «Anything But This» групп Coal Chamber и Static-X соответственно.
Андерсон сравнивал музыкальное сопровождение к «Обители зла» с саундтреком, игравшим в лентах «Туман» и «Хэллоуин» Джона Карпентера, которые отличались агрессивным и напряженным звучанием. Команда хотела услышать нечто нестандартное, непохожее на обычный композиционный ряд. Мэнсон был приглашён благодаря своему неоднократному участию в проектах подобного типа. Белтрами в своей работе сочетал различные музыкальные стили XX века. Мэрилин Мэнсон хотел записать концептуальный саундтрек и переложить в рамки сопровождения к фильму тот посыл, который композитор и его группа пытаются донести в рок-музыке. Мэнсон активно использовал гитарные риффы в стиле хэви-металл. Его треки обладали тремя ключевыми качествами: долей детскости, экстремальной холодностью и вызывали биологический отклик. В написании заглавной композиции Мэнсон вдохновлялся классическими иллюстрациями к сказке «Алиса в Стране Чудес», и характеризовал её следующей фразой: «Элис… попадает в ужасный мир разложения и биологической войны». Андерсон лично отбирал семплы, вроде тиканья часов или странных шумов, которые использовались при написании музыки. Пол утвердился в верном выборе композиторов, после того как заметил бурную реакцию собаки при прослушивании треков.

### Восприятие
Альбом вошёл в хит-парад Billboard 200, расположившись на 24-м месте, в чарте топ-саундтреков он занял восьмую строчку (на одну позицию выше «Шрека», но будучи ниже «Королевы проклятых»), а в рейтинге Retail 100 и Loud Rock Crucial Spins по версии журнала CMJ — тринадцатую и двадцать шестую позиции соответственно. Согласно данным Nielsen SoundScan, на территории США было продано 256 тысяч копий дисков.
Брэдли Торрэно, обозреватель портала Allmusic, счёл, что саундтрек, составленный под вдохновением от просмотра фильма, снятого на основе игры, является верным признаком того, что индустрия развлечений съедает себя живьём. Обозреватель подчеркнул малое количество нового материала и только несколько ремиксов и композиций от группы Marilyn Manson, по его мнению, придаёт музыке некую долю оригинальности. Трек «My Plague» показался автору тяжеловатым, откровенно коммерческим и непривлекательным. Ремикс «The Right Song» звучал лучше, чем оригинал. Песня Coal Chamber была охарактеризована как довольно средняя, трек Depeche Mode поверг обозревателя в шок, «Anything but This» отличился великолепным звучанием, а «Release Yo' Delf» воспринимался не иначе как «приятный сюрприз». Критик сделал вывод, что альбом угодил придирчивым поклонникам жанра. Алан Моррисон, представитель журнала «Empire», также положительно отозвался об альбоме. Он выразил мысль, что таинственная группа Slipknot гораздо страшнее, чем экранизация компьютерной игры о живых мертвецах. Заглавная композиция Мэнсона воздаёт должное Джону Карпентеру. Саундтрек создает ощущение, будто слушатель находится в бреду, «бегает верх-вниз по коридорам, в то время как бензопила уже жужжит в ушах. Какая хорошая штука».

### Список композиций
| №   | Название                                                                                     | Автор(ы)                                           | Длительность |
| --- | -------------------------------------------------------------------------------------------- | -------------------------------------------------- | ------------ |
| 1.  | «Red Queen» (в исполнении Михаэлы Дикер)                                                     | Пол Андерсон                                       | 0:07         |
| 2.  | «My Plague (New Abuse Mix)» (в исполнении Slipknot)                                          | Кори Тейлор Пол Грей Джоуи Джордисон Шон Крейен    | 3:40         |
| 3.  | «The Fight Song (Slipknot Remix)» (в исполнении Marilyn Manson)                              | John 5 Мэрилин Мэнсон                              | 3:52         |
| 4.  | «Something Told Me» (в исполнении Coal Chamber)                                              | Coal Chamber                                       | 3:24         |
| 5.  | «Name of the Game (Clean Name)» (в исполнении The Crystal Method)                            | Кен Джордан Скотт Киклэнд Том Морелло              | 3:36         |
| 6.  | «Everyone» (в исполнении Adema)                                                              | Adema                                              | 3:37         |
| 7.  | «Invisible Wounds (The Suture Mix)» (в исполнении Fear Factory)                              | Fear Factory                                       | 3:38         |
| 8.  | «Anything but This» (в исполнении Static-X)                                                  | Static-X                                           | 4:06         |
| 9.  | «Halleluja» (в исполнении Rammstein)                                                         | Rammstein                                          | 3:41         |
| 10. | «Dirt» (в исполнении Depeche Mode)                                                           | Игги Поп Рон Эшто Скотт Эштон                      | 4:59         |
| 11. | «What Comes Around (Day of the Dead Mix)» (в исполнении Ill Niño)                            | Ill Niño                                           | 4:29         |
| 12. | «Dig (Everything and Nothing Remix)» (в исполнении Mudvayne)                                 | Чед Грей Грег Триббет Райан Мартини Мэтью Макдоноу | 5:00         |
| 13. | «Release Yo' Delf (The Prodigy Remix)» (в исполнении Method Man)                             | Method Man                                         | 5:57         |
| 14. | «800 (Manson remix)» (в исполнении Saliva)                                                   | Saliva                                             | 4:40         |
| 15. | «The Infinity» (в исполнении Five Pointe O)                                                  | Five Pointe O                                      | 4:28         |
| 16. | «The Umbrella Corporation (Film dialogue)» (Нарратив)                                        | Пол Андерсон                                       | 0:32         |
| 17. | «Resident Evil Main Title Theme (Film Score)» (в исполнении Marilyn Manson и Марко Белтрами) | Мэнсон Белтрами Тим Шёльд                          | 2:12         |
| 18. | «Seizure of Power (Film Score)» (в исполнении Marilyn Manson и Марко Белтрами)               | Мэнсон Белтрами Шёльд                              | 3:53         |
| 19. | «Reunion (Film Score)» (в исполнении Marilyn Manson и Марко Белтрами)                        | Мэнсон Белтрами Шёльд                              | 2:48         |
| 20. | «Cleansing (Film Score)» (в исполнении Marilyn Manson и Марко Белтрами)                      | Мэнсон Белтрами Шёльд                              | 5:14         |

| №   | Название              | Длительность |
| --- | --------------------- | ------------ |
| 1.  | «Opening» (Unused)    | 1:56         |
| 2.  | «Dock Snoopin»        | 2:13         |
| 3.  | «Camera Eye»          | 1:04         |
| 4.  | «The Hive Train»      | 1:20         |
| 5.  | «Door Drilling»       | 2:31         |
| 6.  | «Hacin` Evil»         | 2:35         |
| 7.  | «Red Qween Warns»     | 2:39         |
| 8.  | «Mama Mia!»           | 3:12         |
| 9.  | «White Room» (Unused) | 4:28         |
| 10. | «Pull Back»           | 1:09         |

## Реакция
| Рейтинги             | Рейтинги |
| Издание              | Оценка   |
| -------------------- | -------- |
| Rotten Tomatoes      | 34/100   |
| Metacritic           | 33/100   |
| Empire               | [ 97 ]   |
| IMDb                 | 6,6/10   |
| Total DVD            | 6/10     |
| USA Today            | [ 99 ]   |
| Common Sense Media   | [ 100 ]  |
| ViewLondon           | [ 101 ]  |
| TV Guide             | [ 102 ]  |
| New York Post        | [ 103 ]  |
| Entertainment Weekly | C+       |

### Рейтинги
«Обитель зла» была негативно воспринята большинством кинокритиков. Это обстоятельство не беспокоило Андерсона, поскольку он перестал читать рецензии на свои фильмы после выпуска картины «Шоппинг». Айхингер при упоминании этой проблемы резко раздражался и вопрошал, играл ли кто-нибудь из критиков за всю жизнь в компьютерные игры, после чего добавлял, что не стоит смотреть хорроры, если изначально не любишь фильмы ужасов. «Обитель зла» получила всего лишь 33 % в томатометре на агрегаторе Rotten Tomatoes. Оценка основывается на 123 рецензиях, из которых 41 — с рейтингом свежести, а 82 — с отрицательной отметкой. Впрочем, картина понравилась 70 % зрителей. Кинолента получила 6,6 балла из 10 в базе данных IMDb. Рейтинг первой части франшизы на сайте Metacritic составляет 33 балла из 100. Он основывался на 24 критических мнениях, из которых 2 относилось к категории положительных, 11 — смешанных, и столько же — негативных рецензий.
Ресурс Screenjunkies.com, особо подчеркнув сексуальность главной героини, включил кинофильм в три различных рейтинга: в десятку лучших экранизаций компьютерных игр, расположив её на третьем месте, в десятку игровых фильмов, где она заняла пятую позицию, а также в десятку лучших триллер-хорроров, отметив её первой строчкой. Согласно опросам сайта LoveFilm, в десятке лучших компьютерных адаптаций «Обитель зла» занимает третье место, собрав 13 % голосов респондентов. В тройку лучших также вошли фильмы «Лара Крофт: Расхитительница гробниц» (14 %) и «Сайлент Хилл» (15 %). Голосование, по мнению обозревателя, показало, что секрет популярности экранизаций кроется в сильных женских персонажах. В списке «Лучшие и худшие экранизации видеоигр» по версии газеты Time Out кинолента заняла третью строчку среди лучших работ. Ресурс GamesRadar поставил ленту на седьмое место среди лучших игровых экранизацией, посчитав, что простоватый сюжет не следует первоисточнику, фильм несколько затянут, но в целом выглядит как захватывающий аттракцион. Журнал «Мир фантастики» включил фильм в рейтинг «Сокровищница кинематографа» в жанре ужаса.

### Обзоры
Роберт Кей Элдер, сотрудник Chicago Tribune, писал, что «Обитель зла» является кинематографическим ребёнком «Чужих» Джеймса Кэмерона и «Ночи живых мертвецов» Джорджа Ромеро. Старая формула в обёртке от видеоигры видится как гораздо более живая форма жизни, чем стерильная адаптация Саймона Уэста «Лара Крофт: Расхитительница гробниц». Обновив зомби-жанр и передав аудитории антикорпоративный посыл, картина заставляет зрителей испытывать страх. Режиссёр удачно срастил три направления: научной фантастики, экшена и хоррора. Краткосрочная амнезия главной героини позволяет переживать действие «от первого лица». Фильм, одна из немногих гейм-адаптаций, воссоздаёт игровой опыт, начиная от трёхмерных карт и заканчивая усилением врагов на более поздних уровнях. Тематически «Обитель зла» выступает против засилья крупного бизнеса, а также выводит несколько морализаторское окончание. В качестве недостатка журналист выделил некоторые сюжетные нестыковки. Картина, как и её продолжение, попали в список самых ненавистных фильмов Роджера Эберта. Эберт резко негативно отозвался о сюжете фильма, а также некоторых его эпизодов — в частности, появления Лизуна в финале картины и сцены с лазерами. Не понравились ему и общение персонажей, состоящее из команд, объяснений и восклицаний. «Да, диалог может состоять из восклицаний. Вы сможете это обнаружить, если живете достаточно долго…» — писал Роджер.

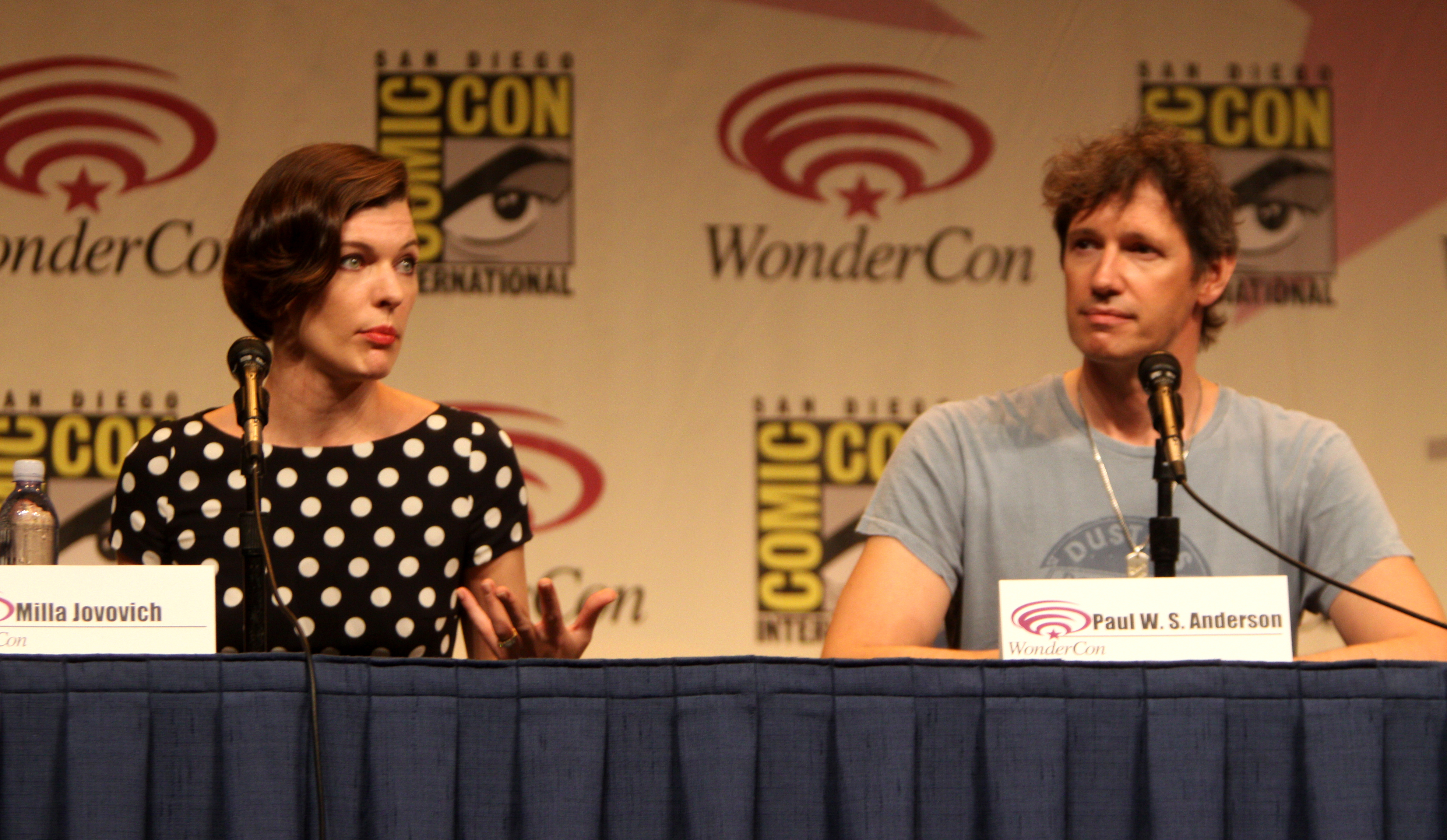
На иллюстрации — Йовович и Андерсон. Режиссёр на съёмочной площадке был одет в футболку с надписью: «Старайся лучше!»

Критик журнала Empire отметил, что на первый взгляд экранизация выглядит как Игра с большой буквы, в комплекте с гонкой со временем, ужасными диалогами, компьютеризированными уровнями в CGI, изобилием различных существ, экстравагантной и плохой игрой актёров. Основными проблемами фильма были названы отсутствие игровой атмосферы и сюжета, страдающего в первую очередь от потери интерактивности. По его мнению, актёрский состав никогда не видел фильмов о зомби, а Андерсон вовсе не следует по «кровавым стопам Джорджа Ромеро». Наряд героини Миллы Йовович заставил бы покраснеть саму Шэрон Стоун, что говорит о подростковой направленности фильма. Скотт Фаундас, обозреватель Variety, отнёс экранизацию к категории B. По его мнению, Пол Андерсон был более настроен порадовать фаната, чем развлечь рядового зрителя. Критике подверглись «Красная Королева», охарактеризованная как «менструирующий HAL 9000», и удивившая, но смешная Милла Йовович со своими физкультурно-балетными движениями. Похвалил автор футуристический гранж, работу гримёров и зомби-массовки. Стив Хэд, критик IGN, назвал фильм «Приключением Алисы в Зомбилэнде». Он сетовал на отсутствие истории у одного из главных действующих лиц — Рэйн, и в целом характеризовал героев как часть производственного дизайна. Некоторым эффектным сценам противопоставлено неразвитое повествование. По его мнению, во всём действии нет смысла — только блеск без драматической искры.
Сергей Кудрявцев считал, что первая часть франшизы запоминается прежде всего из-за необычного жанра. Картина не лишена стильности в отображении жизни подземной научной лаборатории. Критик высоко оценил финал фильма, который вызывает изумление, представляя действо в совершенно ином свете. Лента Пола Андерсона предугадывает события реальной жизни и выходит за пределы развлекательного кинематографа, приобретая черты антиутопии. Иван Гусев, обозреватель журнала «Игромания», заявил, что лента, несмотря на ореол неудачных игровых киноадаптаций, получилась стильной и атмосферной. Тон картине задаёт гибель сотрудников Муравейника. Героиня Милы Йовович первоначально вызывала негативные эмоции у критика, впрочем, с момента возвращения памяти с Элис происходит преображение: отступая от банальных эротических сцен, главная героиня становится похожа на Тринити с помесью Джона Макклейна. Сюжет подвергся творческой переработке — к самым ярким эпизодам игры были добавлены собственные задумки Андерсона. В плюсы картины были отнесены спецэффекты, экшен и интрига, в минусы — отсутствие звёзд первой величины. В заключении автор отметил, что кино понравилось целевой аудитории — фанатам игровой серии.

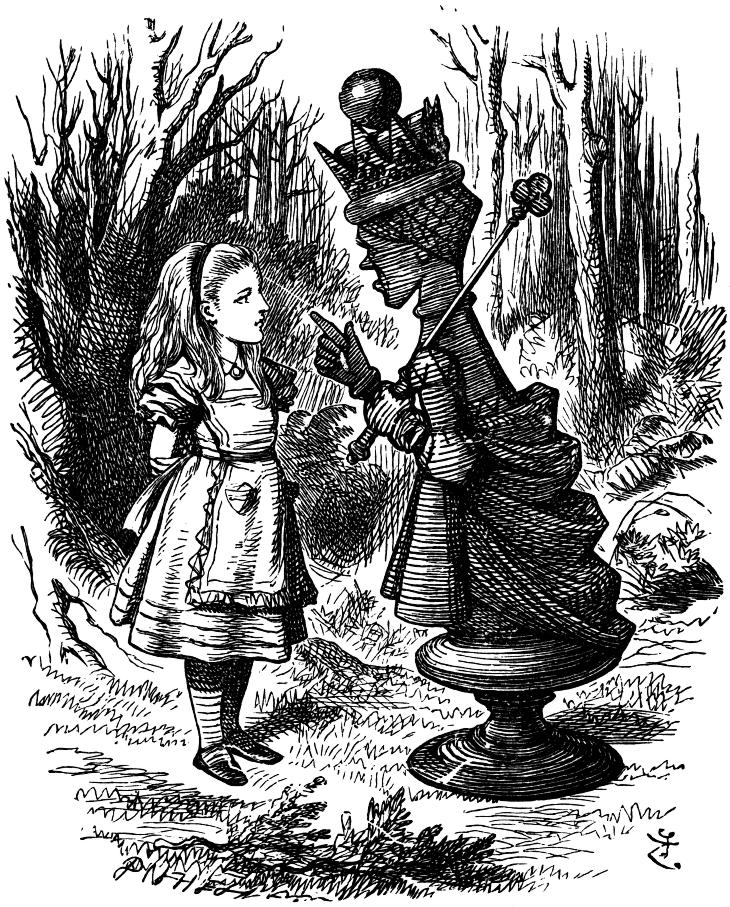
Фильм содержит скрытые аллюзии на кэролловскую «Алису в Зазеркалье»

Михаил Попов, обозреватель журнала «Мир фантастики», похвалил экранизацию за ритмичную динамику, пропорционально сочетающую в себе ураганные бои, элементы хоррора и диалоги, сменяющие друг друга «быстро, продуманно, максимально эффективно». В итоге лента видится не как первоначально задуманный неторопливый фильм о зомби, а как высокоскоростной боевик в стиле «техно». Подводя итог критик заявил, что наука может быть страшнее оккультизма, «а огнестрельное оружие и восточные единоборства ещё раз доказали свою пользу для сохранения здоровья человека». Николай Пегасов, главный редактор издания, также положительно отзывался о ленте, назвав её свежей струёй «в затхлом болоте фильмов о зомби». Пегасов высоко оценил яркие образы персонажей, элементы киберпанка, эротики и модной тяжёлой музыки. Он подчеркнул культовость фильма, назвав «Обитель зла» лучшей игровой экранизацией, с оговоркой, что только «Сайлент Хилл» может поспорить с этим статусом.
Иван Васильев, рецензент онлайн-издания 3DNews Daily Digital Digest счёл, что Андерсон выбрал безошибочное построение картины, сосредоточенное вокруг сексапильной Миллы Йовович, лихо расправляющейся с зомби, что само по себе вызывает восхищение у публики. «Обитель зла» получилась многогранной. Восстанавливающая память Элис придаёт детективный тон истории, разворачивающейся на фоне классической схватки с живыми мертвецами. К положительным характеристикам фильма было отнесено минимальное использование компьютерной графики, интригующий экшен и оригинальные аллюзии. Станислав Ростоцкий охарактеризовал фильм как «роскошное проклепанно-мясное зрелище в духе ожившей обложки к трэш-металлической пластинке», поставленное «специалистом по оживлению компьютерных игр». Дмитрий Десятерик, сотрудник журнала «Искусство кино», счел отказ от сценария Ромеро одним из переломных моментов истории зомби-кино. Постепенная потеря антропоморфности живых мертвецов и появление различного рода тварей говорит о кризисе в жанре.
Обозреватель Total DVD называл фильм экстремально глупым, но при этом захватывающим, динамичным и по-своему оригинальным. Некоторые сюжетные ходы показались сотруднику журнала чересчур предсказуемыми — в частности, то обстоятельство, что Элис на самом деле работала против корпорации Umbrella. Неожиданное владение боевыми навыками в стиле «Матрицы» было воспринято более благосклонно. Многочисленные заимствования у жанровых конкурентов можно было бы назвать плагиатом, но зритель простит неуклюжую кражу чужих идей, поскольку Андерсон «не задавался целью снять квинтэссенцию жанра». В заключении критик обозвал «Обитель зла» бестолковой трэш-стрелялкой, соответствующей духу игры.
Елена Костылева, обозреватель «Афиши», придавала сюжету первой «Обители зла» сексуальный подтекст. Подземная лаборатория, по её мнению, представляет собой матку, все персонажи в ней — сперматозоиды, которым требуется внутреннее проникновение, а впоследствии — выживание. «Метафора секса, метафора рождения, дальше — эволюции, развития». Элис была охарактеризована как трогательная и бесстрашная женщина, щеголяющая в красном мини-платье с асимметричным подолом. Костылева находила нечто нездоровое в её совмещении должности начальника службы безопасности и любовницы Спенса Паркса. «Как можно одновременно заниматься сексом и охранять какой-либо вход — загадка для психологов» — пишет рецензент. Во франшизе Йовович предстает как мастурбационный образ. Вирус представляет собой ближайший аналог СПИДа.
Франциско Джей Рикардо пришёл к заключению, что кино, как и его продолжения, сосредоточены на борьбе идеалистических спасителей против технологий. Фильм критикует власть идеализма и борьбу за перемены. Элис выступает как воплощение идеализма, которое выглядит неуклюже на фоне безупречной точности корпоративной системы. Материализм и эгоистические попытки побеждать и проигрывать ярко проявляются в гендерной проблематике серии. Манипулятивный мужской образ предателя Спенса теряет свою силу после укуса женщины-зомби. Мужское изображение личности проигрывает, не желая слушать женский голос Элис. Фильм демонстрирует различные оттенки женских образов, соединяющихся в разных комбинациях. В них видится добро и зло, невинность и неуклюжесть, красота и уродство, самоотверженность и разрушение, любовь и секс, альтруизм и детерминизм, сила и выносливость. Эти характеристики проявляются в контексте расы и поколений. Элис и Рэйн символизируют расовое разнообразие, а «Красная Королева», будучи маленькой девочкой, является носителем новых технологий будущего.
Джеймс Кэмерон назвал фильм «постыдным удовольствием», хотя он сделан довольно красиво. Также режиссёр отметил исполнение роли Мишель Родригес.

### Номинации
| Год  | Премия                | Категория                  | Номинанты         | Результаты |
| ---- | --------------------- | -------------------------- | ----------------- | ---------- |
| 2003 | Сатурн                | Лучший фильм ужасов        | «Обитель зла»     | Номинация  |
| 2003 | Сатурн                | Лучшая актриса             | Милла Йовович     | Номинация  |
| 2003 | German Camera Award   | Лучший монтаж              | Александр Бернер  | Номинация  |
| 2004 | Golden Trailer Awards | Самый оригинальный трейлер | Ignition Creative | Номинация  |